# Matrizendrucker

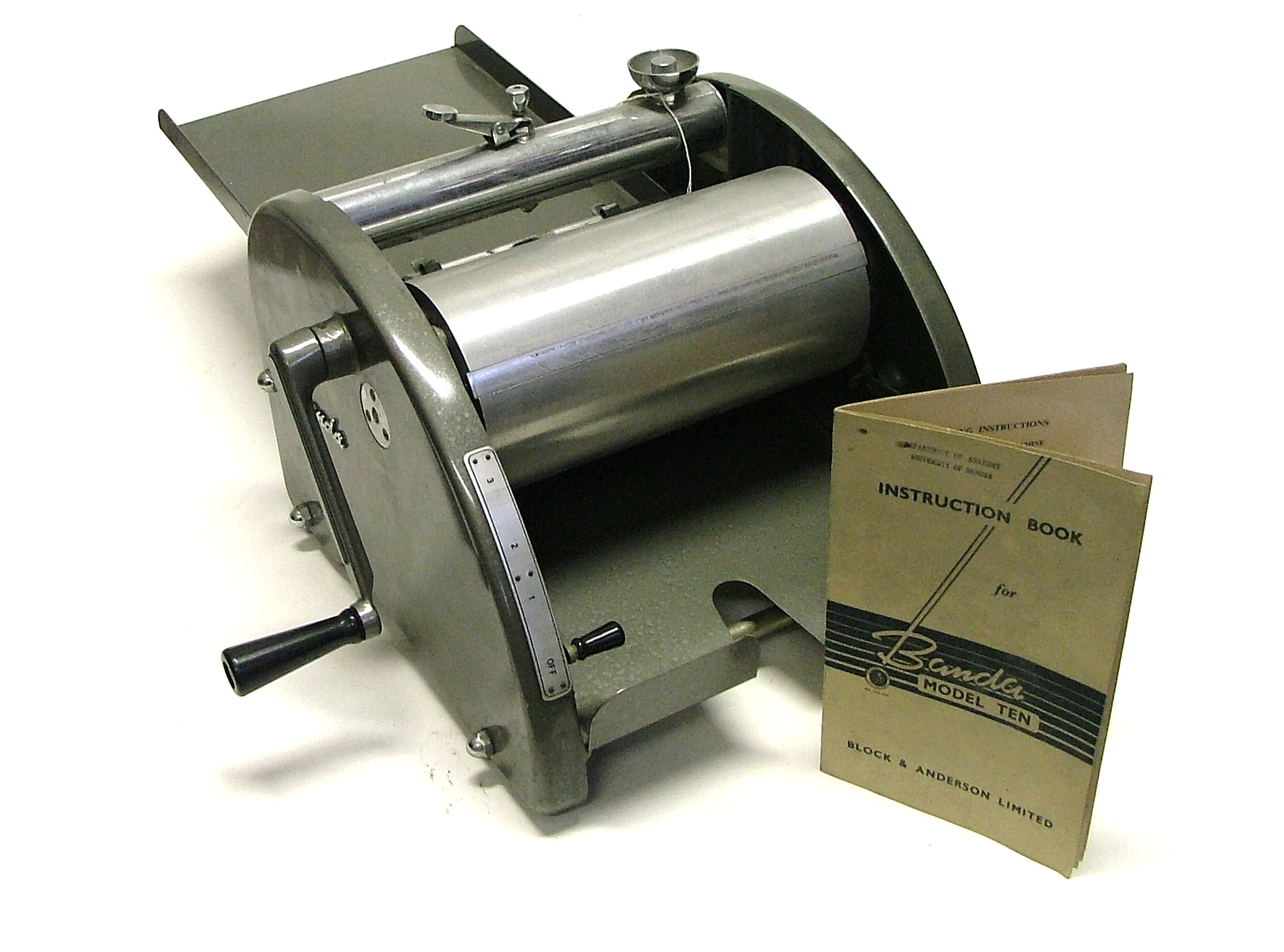
Matrizendrucker

Ein Matrizendrucker, Spiritusdrucker oder Blaudrucker, auch unter dem Begriff Ormigverfahren bekannt, ist eine Form der Hektographie, bei der ein recht einfaches Gerät zur Vervielfältigung verwendet wird. Mit dem Matrizendrucker kann man eine begrenzte Anzahl von Abzügen (je nach Qualität der Matrizen bis maximal 250 Exemplare) von einem speziell angefertigten Original – der Matrize – herstellen.

## Geschichte
Der Matrizendrucker wurde 1923 in Deutschland von Wilhelm Ritzerfeld entwickelt. Im weiteren Verlauf des 20. Jahrhunderts gewann er an Popularität besonders in Verwaltungen, Schulen und sonstigen Bildungseinrichtungen. Eine weite Verbreitung bestand bis Ende der 1970er Jahre, Mitte der 1980er Jahre wurden die Matrizendrucker jedoch zunehmend durch den weit verbreiteten Einzug der Fotokopiertechnik verdrängt. Der Begriff Ormig-Vervielfältigung geht auf die Berliner Firma Ormig (ORganisationMIttel GmbH) zurück.  
Der bekannteste Hersteller in den Vereinigten Staaten war die Ditto Corporation of Illinois, wodurch besonders in Nordamerika auch der Begriff „Ditto machine“ geprägt wurde. Im Vereinigten Königreich hingegen wurden Matrizendrucker vor allem von der Associated Automation Ltd of Willesden, London NW10, einem Tochterunternehmen der Elliott-Automation Ltd für die Block & Anderson Firma unter dem Markennamen „Banda“ vertrieben, wodurch sich dort der Name „Banda machine“ verbreitete.

## Funktionsweise

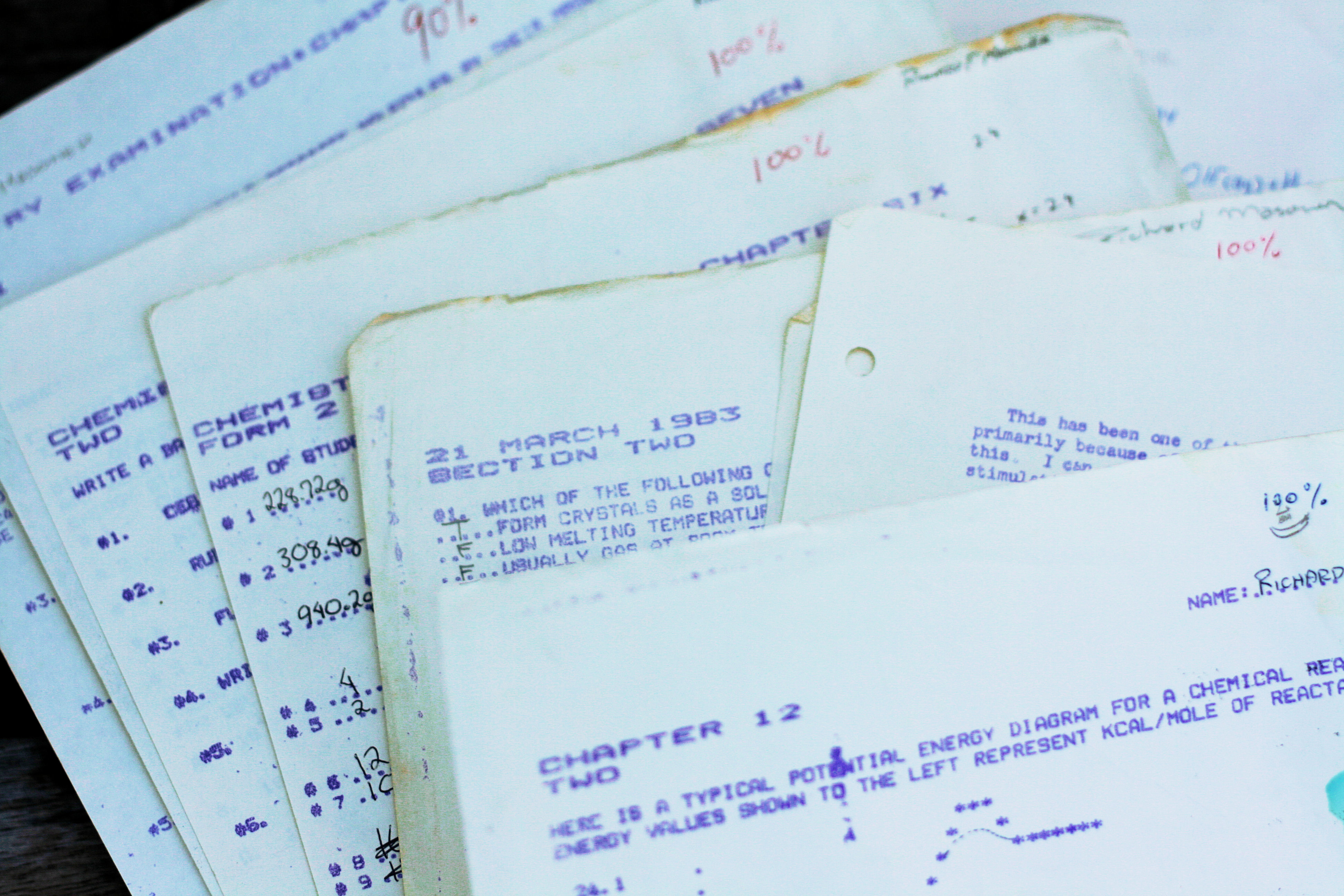
Mit einem Matrizendrucker hergestellte Abzüge. Typisch der blau-violette Farbton der Schrift

Vor dem Druck muss zuerst eine Druckvorlage, die Matrize, auch Spiritusmatrize genannt, angefertigt werden. Sie ist ein Stück glattes Papier, das an den druckenden Stellen mit der abzugebenden Farbe beschichtet wird. Dazu legt man das Blatt auf eine spezielle Folie, die ähnlich wie Kohlepapier funktioniert, und schreibt oder zeichnet. Allerdings wird der Durchschlag nicht auf ein neues Blatt geschrieben, sondern auf die Rückseite des zu beschreibenden Papieres. Diese Kopie ist somit spiegelverkehrt und dient als Vorlage für den Druck. Die Beschichtung der Folie besteht aus einem speziellen, alkohollöslichen Wachs, und durch den Druck des Schreibens bleibt diese auf der Rückseite des Papiers haften. Durch Wechsel der Folien kann man mehrfarbige Matrizen herstellen.
Die Matrize wird auf eine Trommel gespannt und diese gedreht. Unter der Trommel wird das zu bedruckende saugfähige Papier hindurchgezogen, nachdem es hauchdünn durch einen feinporigen Schwamm mit Spiritus benetzt wurde. Der Alkohol löst winzige Partikel von der Matrize, und das zu bedruckende Papier nimmt diese auf – ein Abzug entsteht. Von der Matrize wird dabei bei jedem Durchgang ein wenig Wachsfarbe entnommen.

## Vor- und Nachteile
Die Vorteile liegen in dem sehr einfachen, rein mechanischen Prinzip (für das bei Verwendung eines handbetriebenen Geräts auch kein Strom benötigt wird), in der für frühere Verhältnisse relativ bequemen Herstellung der Matrizen mit der Schreibmaschine oder von Hand, in der leichten Korrigierbarkeit durch Abschaben oder Herausschneiden sowie in der Möglichkeit, in nur einem Arbeitsgang mehrfarbig zu drucken. Die Verbrauchskosten beschränken sich auf die Folien, welche es in mehreren Farben (meist violett) gibt, sowie auf den Alkohol. Die Maschinen – zum Großteil handbetrieben – sind zuverlässig und langlebig.
Nachteilig ist die begrenzte Anzahl von Abzügen, die pro Matrize gemacht werden können – selten mehr als 100, dann werden die Abzüge blass, weil die Wachsfarbschicht aufgebraucht wird. Es lassen sich keine Kopien (also genaugenommen Abbildungen z. B. von Seiten aus Büchern) im klassischen Sinne erstellen, alle Matrizen müssen von Hand gefertigt werden. Die Abzüge verblassen mit der Zeit. Aufgrund dieser Lichtempfindlichkeit stellen Ormig-Abzüge für Archive ein großes Problem dar.